# 2004 KF19
2004 KF19, também escrito como 2004 KF19, é um objeto transnetuniano que está localizado no Cinturão de Kuiper, uma região do Sistema Solar. Este corpo celeste é classificado como um cubewano. Ele possui uma magnitude absoluta de 6,9 e tem um diâmetro estimado com 183 km.

## Descoberta
2004 KF19 foi descoberto no dia 24 de maio de 2004 pelo astrônomo B. Gladman.

## Órbita
A órbita de 2004 KF19 tem uma excentricidade de 0,067 e possui um semieixo maior de 44,279 UA. O seu periélio leva o mesmo a uma distância de 41,324 UA em relação ao Sol e seu afélio a 47,235 UA.